# Россе-Гранже, Эдуар
Эдуар Россе-Гранже (фр. Édouard Rosset-Granger; 9 июля 1853[…], Венсен — 26 июля 1934, Париж) — французский художник.

## Биография

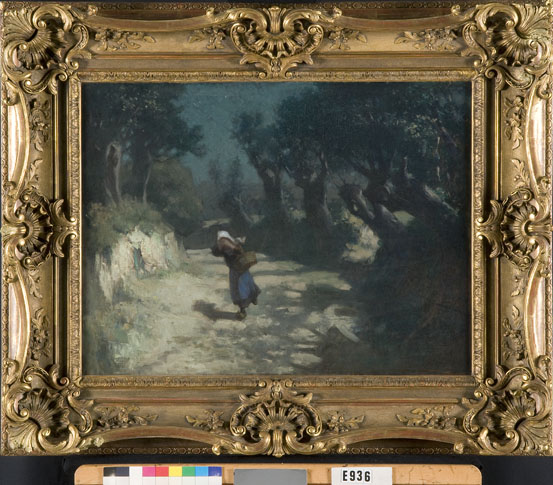
Крестьянская девушка в лесу на ночной тропинке

Родился в 1853 году в Венсене. Учился живописи в Высшей школе изящных искусств Парижа под руководством Александра Кабанеля. С 1878 года выставлял свои картины (преимущественно на мифологические и жанровые сюжеты) в Салоне французских художников, а позднее — в Салоне национального общества изящных искусств.
В 1889 году его картины были удостоены медали Салона французских художников, а в 1900 году — золотой медали на Всемирной выставке в Париже. Кроме того, выставлял свои картины на Всемирной выставке в Чикаго (1893).
Кавалер ордена Почётного легиона (1900). В 1900 году участвовал в росписи интерьеров ресторана «Синий экспресс» на Лионском вокзале в Париже. С 1906 по 1909 год Россе-Гранже расписывал интерьеры ратуши Сен-Манде (совместно с Гийомом Дюбюфом). Гийом Дюбуф был его соучеником по Школе изящных искусств, другом и соседом (их мастерские располагались на одной улице).
Сегодня Россе-Гранже в основном известен своими мифологическими сценами (в которых ощущается влияние отрешенности работ Пюви де Шаванна), портретами и жанровыми картинами (в основном, изображениями женщин, которым он стремился придать изысканный и загадочный антураж).
Россе-Гранже скончался в 1934 году в Париже и был похоронен на кладбище Батиньоль.

## Галерея

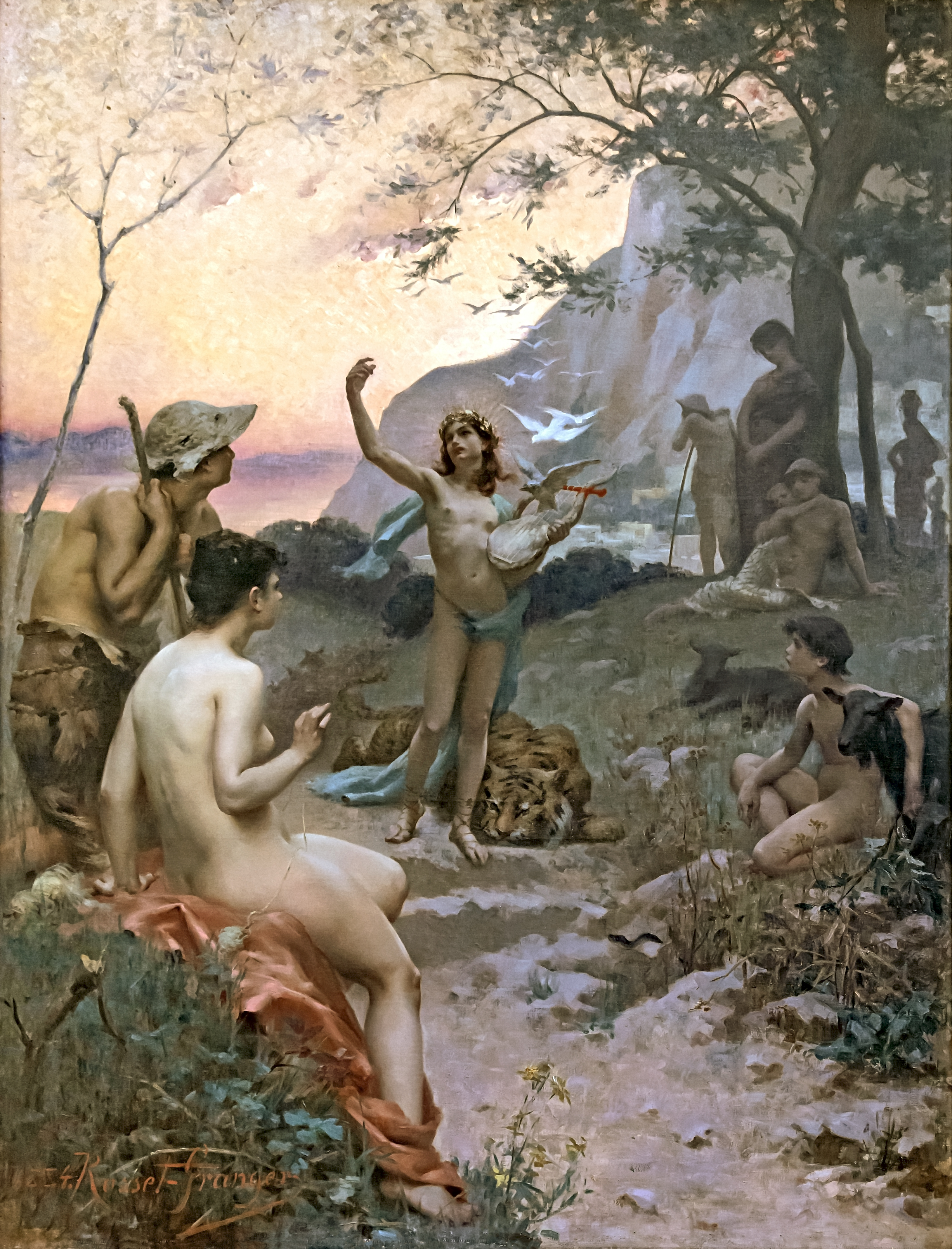
Орфей
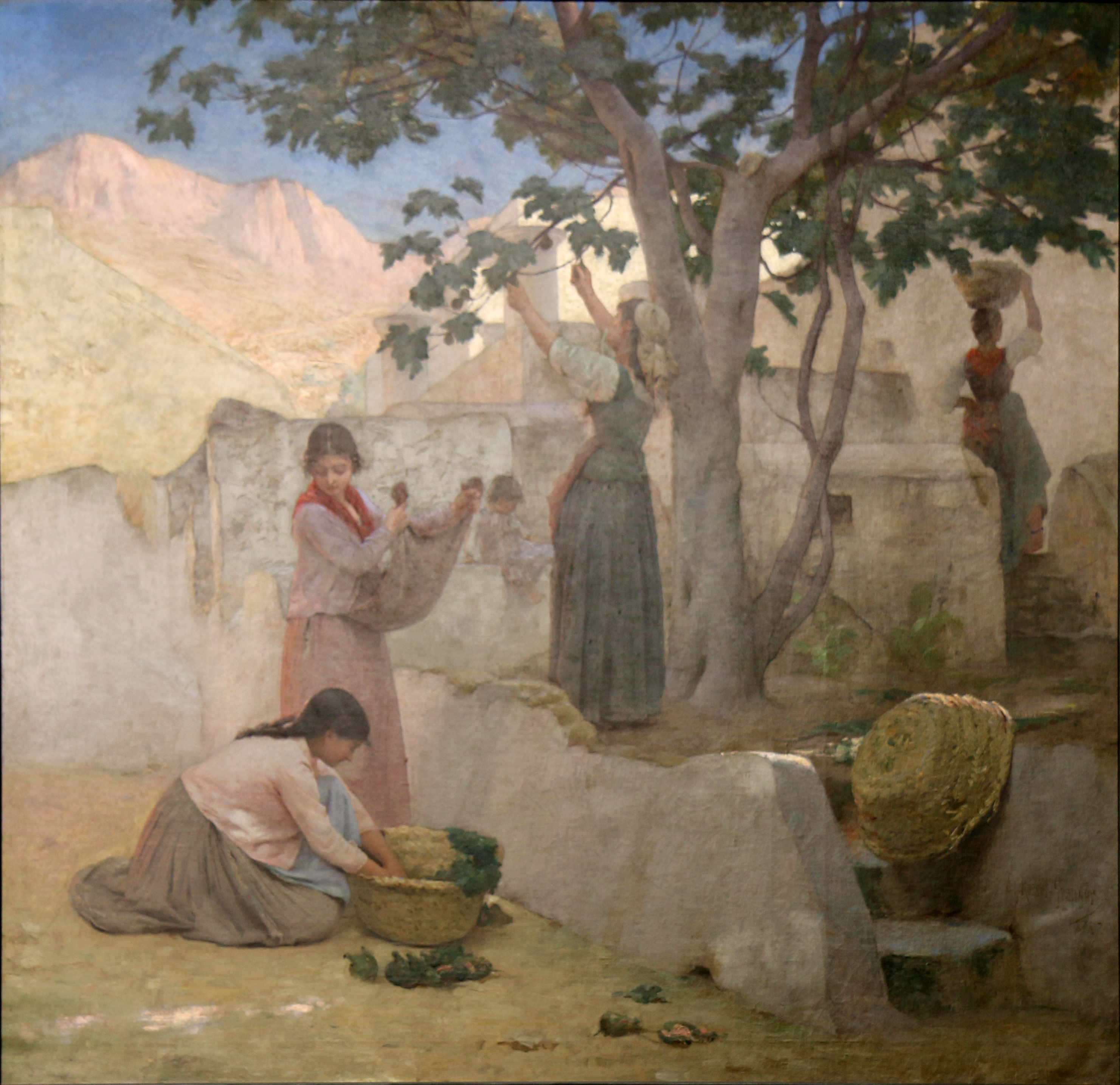
Сбор инжира на острове Капри
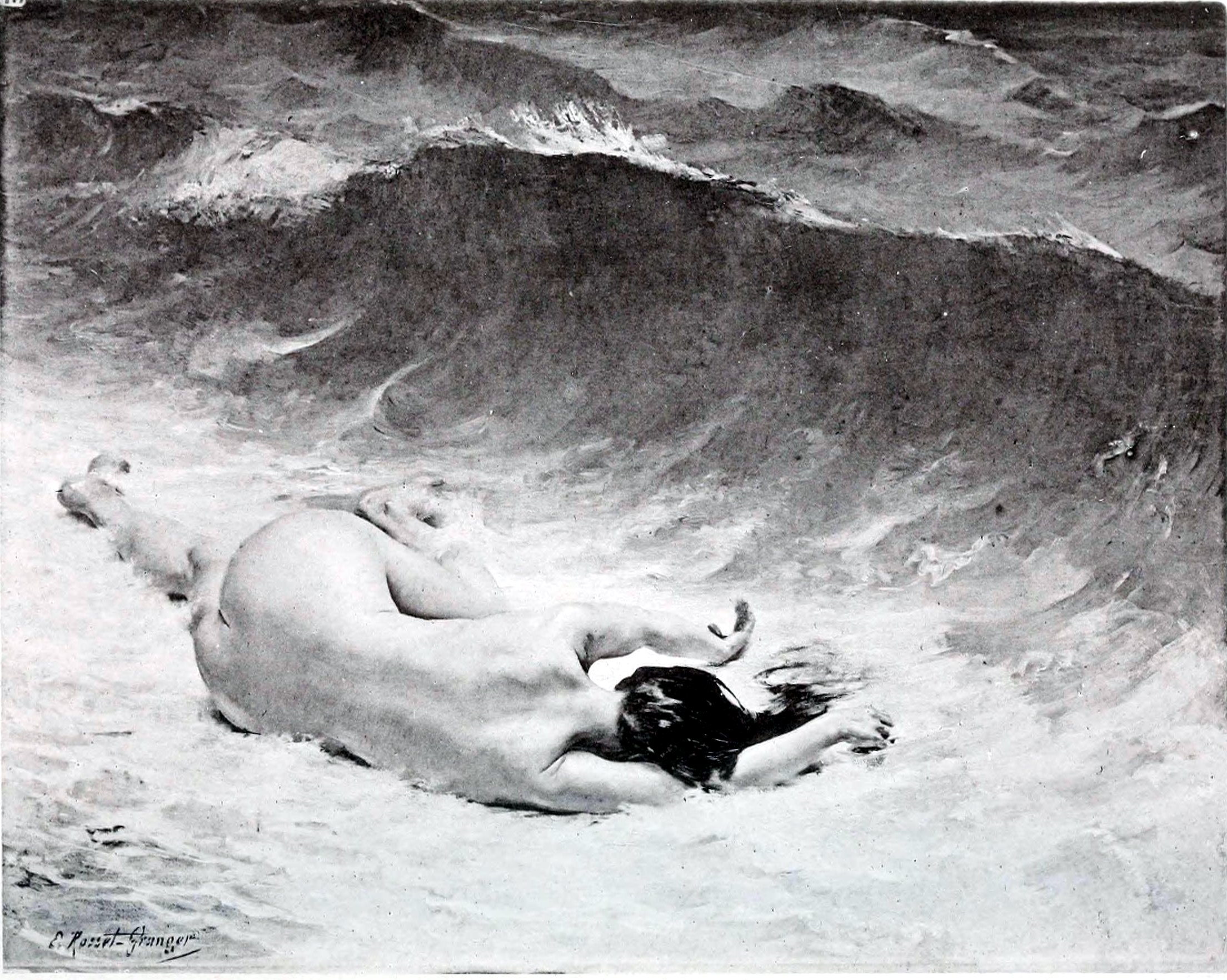
Кораблекрушение
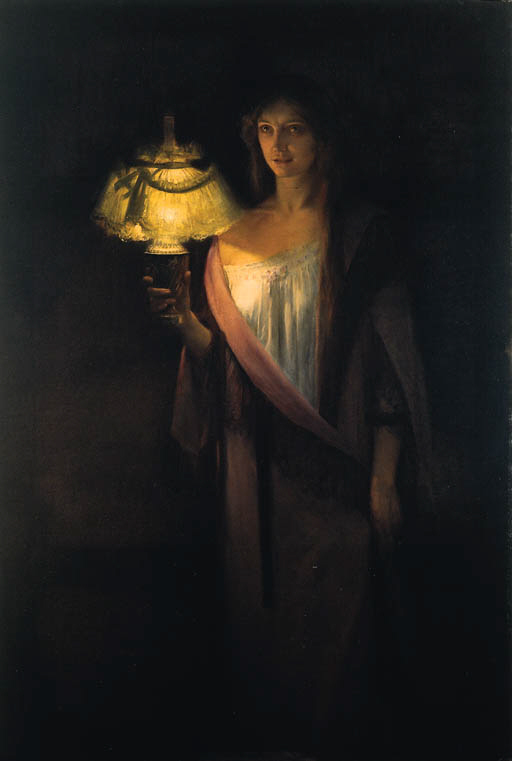
Сомнамбула
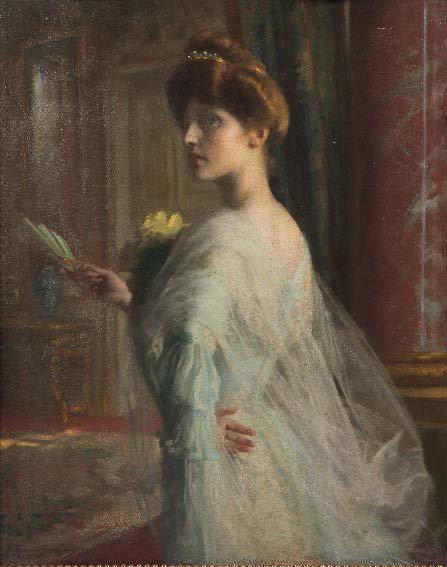
Элегенатная дама с веером
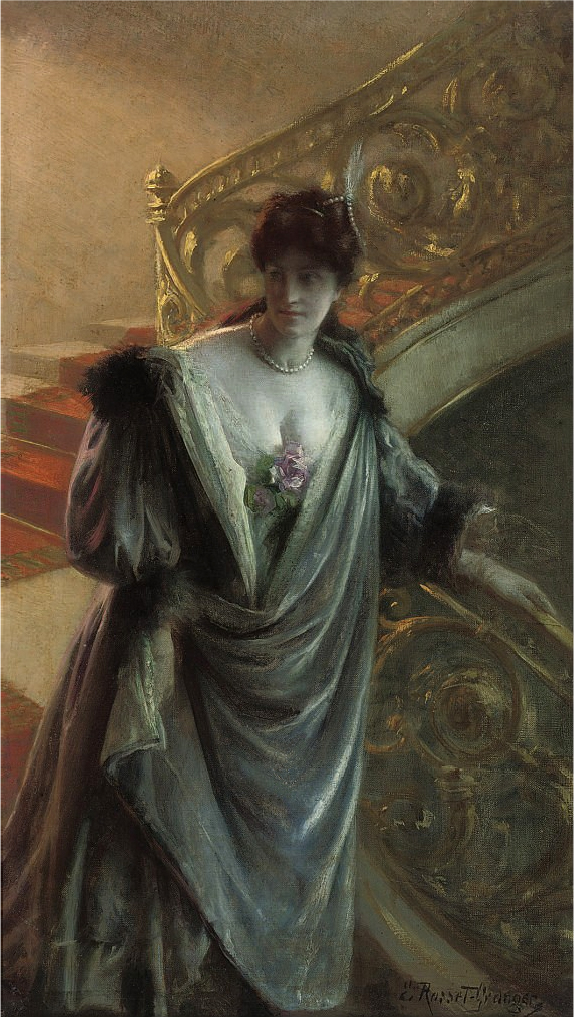
На бал
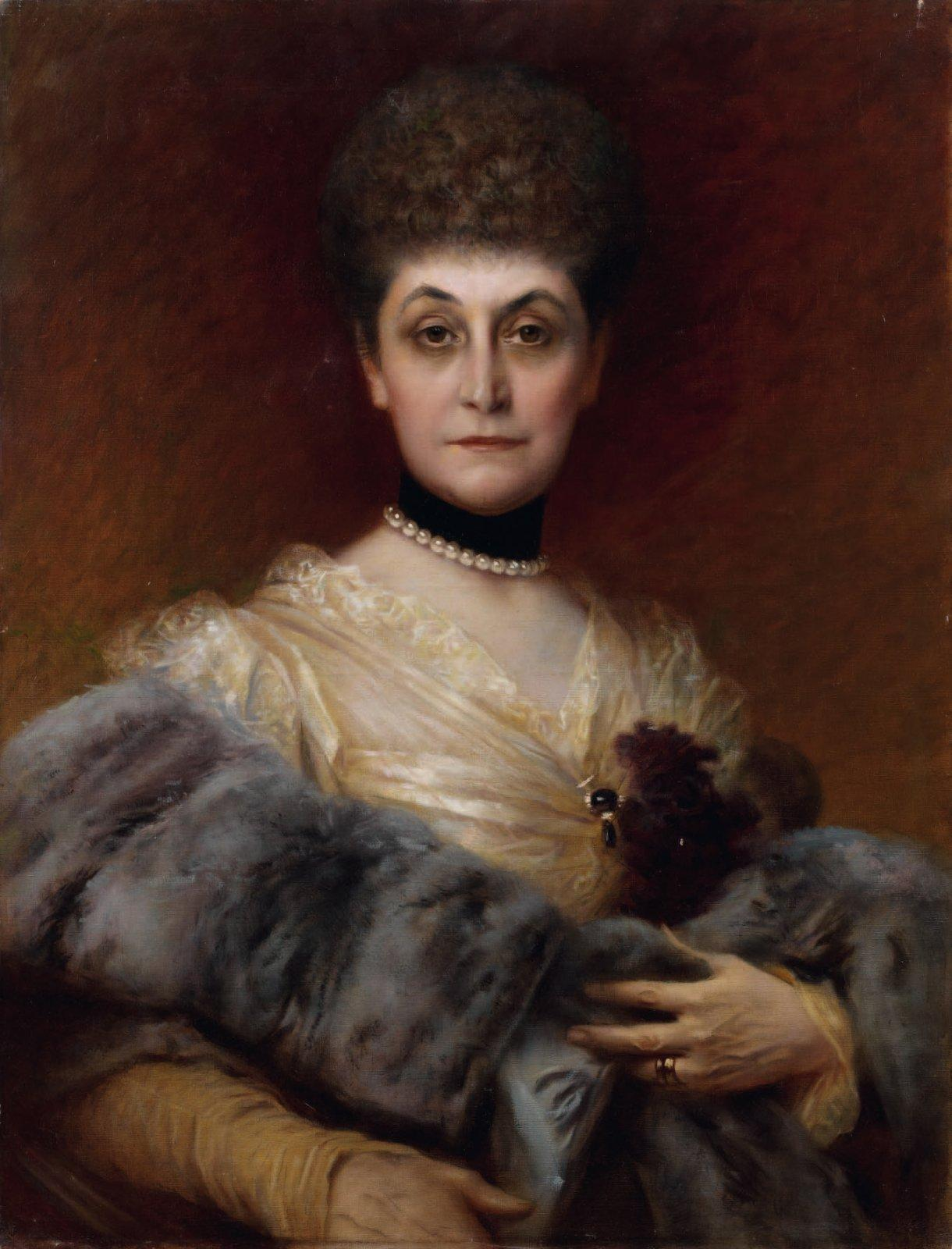
Портрет княгини Эсслингской